# Ragland
Ragland is een plaats (town) in de Amerikaanse staat Alabama, en valt bestuurlijk gezien onder St. Clair County.

## Demografie
Bij de volkstelling in 2000 werd het aantal inwoners vastgesteld op 1918.
In 2006 is het aantal inwoners door het United States Census Bureau geschat op 2062, een stijging van 144 (7.5%).

## Geografie
Volgens het United States Census Bureau beslaat de plaats een oppervlakte van
43,7 km², waarvan 43,4 km² land en 0,3 km² water. Ragland ligt op ongeveer 177 m boven zeeniveau.

## Plaatsen in de nabije omgeving
De onderstaande figuur toont de plaatsen in een straal van 24 km rond Ragland.